# Hazelia
Hazelia (Walcott, 1920) è un genere fossile di spugne cornee del Cambriano medio, rinvenuto nelle formazioni geologiche della Cina (Yunnan), del Canada (Columbia Britannica) e degli U.S.A. (Utah).

## Descrizione
Erano spugne marine di forma variabile da tubolare a conica, frondose, ramificate, con la base ristretta e la parte superiore progressivamente espansa. La struttura scheletrica era composta sia da fibre di spongina anastomizzate (disposte parallelamente alla superficie del corpo) sia da spicole monoassone disposte tangenzialmente e che formavano un sottile strato protettivo. Le spicole sono piccoli elementi scheletrici secreti dalla spugna con una forma ad asse, cioè monoassona, o più assi. Erano presenti piccoli canali posizionati parallelamente alle fibre.